# Zbigniew Żmigrodzki
Zbigniew Żmigrodzki (ur. 1931, zm. 2024) – polski bibliolog, bibliotekoznawca, profesor nauk humanistycznych. Kluczowa postać dla rozwoju bibliologii na Uniwersytecie Śląskim w Katowicach.

## Życiorys
Zbigniew Żmigrodzki był absolwentem polonistyki Uniwersytetu Jagiellońskiego. Swoją karierę zawodową związał z bibliotekarstwem. W latach 1953–1981 zarządzał pracami książnic publicznych i naukowych. W roku 1981 opuścił stanowisko kierownika Oddziału Informacji Naukowej oraz zastępcy dyrektora Biblioteki Głównej Politechniki w Częstochowie, w swoim rodzinnym mieście, aby całkowicie oddać się pracy naukowej i kształceniu młodych pokoleń bibliotekoznawców.
Od roku akademickiego 1974/1975 rozpoczął współpracę z Zakładem oraz Instytutem Bibliotekoznawstwa i Informacji Naukowej Uniwersytetu Śląskiego w Katowicach jako adiunkt. Od 1981 roku stał się stałym członkiem zespołu pracowników śląskiego bibliotekoznawstwa. W roku 1988 został docentem. Tytuł profesora nauk humanistycznych otrzymał 18 czerwca 1996 roku. Należał do pierwszej grupy profesorów i docentów, którzy budowali śląskie bibliotekoznawstwo.

## Działalność naukowo-dydaktyczna
Profesor Zbigniew Żmigrodzki był uznanym specjalistą w dziedzinie bibliologii i bibliotekoznawstwa. Jego zainteresowania badawcze obejmowały szeroki zakres zagadnień, w tym teorię i metodykę bibliografii, historię książki i bibliotek, bibliografię regionalną oraz zagadnienia etyki zawodu bibliotekarza.
Zajmował się także tematyką ochrony zbiorów bibliotecznych, trwałością papieru oraz informacją naukową i elektronicznymi systemami wyszukiwania.
Był jednym z twórców i organizatorów kształcenia w zakresie bibliotekoznawstwa i informacji naukowej na Uniwersytecie Śląskim.
Przez wiele lat kierował Zakładem Bibliografii i Informacji Naukowej w Instytucie Bibliotekoznawstwa i Informacji Naukowej UŚ. Jako dydaktyk, przyczynił się do wykształcenia wielu pokoleń specjalistów. Pod jego kierunkiem powstało 10 prac doktorskich, a 4 przewody doktorskie były w toku w roku 2004. Był także opiekunem ponad 130 prac magisterskich, z których kilka nagrodzono w ogólnopolskich konkursach Stowarzyszenia Bibliotekarzy Polskich. Prowadził wykłady zlecone na Uniwersytecie Warszawskim (1978–1980) oraz od roku 1999 na Akademii Polonijnej w Częstochowie.
Szczególną cechą jego działalności było łączenie teorii z praktyką, dążenie do rozwiązania problemów naukowych oraz udoskonalenia polskiej rzeczywistości bibliotekarskiej i informacyjnej. Swoją wiedzą z zakresu bibliotekarstwa, informacji naukowej i bibliografii służył środowisku zawodowemu, z którym nigdy nie zerwał więzi.

## Promotorstwo prac doktorskich
Pod kierunkiem profesora Żmigrodzkiego powstały m.in. następujące prace doktorskie:
- Jacek Bogusław Tomaszczyk, Interfejs użytkownika w bazach danych na dyskach optycznych CD-ROM, 2001
- Arkadiusz Marek Pulikowski, Wybrane serwisy wyszukiwawcze Internetu jako źródło informacji naukowej, 2001
- Henryk Czerwień, Drukarnia Paulinów w Częstochowie w latach 1730–1863, 1995
- Krystyna Sulwińska, Klasyfikacje bibliologiczne, 2004
- Jolanta Szulc, Kartoteka wzorcowa dla zautomatyzowanego systemu bibliotek kościelnych w Polsce, 2003
- Renata Alicja Frączek, Komputeryzacja bibliotek wyższych szkół technicznych: kierunki i metody, 2000
- Izabela Iwona Swoboda, Działalność międzynarodowa w zakresie naukowej informacji medycznej. Organizacja, programy, rozwiązania modelowe, 2004
- Grażyna Łucja Tetela, System biblioteczno-informacyjny uniwersytetu – problemy organizacyjne i metodyczne, 2001
- Teresa Kozaczuk, Zautomatyzowane systemy opracowania zbiorów w bibliotekach akademii ekonomicznych w Polsce, 2000
- Jolanta Piskorz, Salwatoriański ośrodek wydawniczy w Trzebini 1906–1996, 2003[7]

## Funkcje pełnione
Na Uniwersytecie Śląskim pełnił kluczowe funkcje w strukturach związanych z bibliologią. Był wieloletnim kierownikiem Zakładu Bibliografii i Informacji Naukowej.
Był również aktywnie zaangażowany w pracę Stowarzyszenia Bibliotekarzy Polskich (SBP). Członkiem SBP był od 1953 roku. Pełnił funkcję członka Prezydium Zarządu Głównego SBP w latach 1969–1972 oraz wiceprzewodniczącego Zarządu Głównego SBP w latach 1972–1976. Wchodził w skład kolegium redakcyjnego czasopisma Bibliotekarz w latach 1975–1983. Uczestniczył także w pracach Polskiego Towarzystwa Informacji Naukowej (PTIN) oraz Komitetu ds. Informacji Naukowo-Technicznej i Bibliotek przy Zarządzie Głównym Naczelnej Organizacji Technicznej w Warszawie.
Brał udział w pracach międzynarodowej wspólnoty badawczej ABDOS z siedzibą w Berlinie od 1993 roku.

## Wybrane publikacje
Profesor Żmigrodzki był autorem i redaktorem wielu ważnych publikacji naukowych. Opublikował ponad 200 artykułów naukowych i popularnonaukowych oraz ponad 6 książek. Do jego znaczących prac należą m.in.:
- Racjonalizacja pracy bibliotecznej: problemy, kierunki, metody (1986)[9] – książka nagrodzona Nagrodą Naukową SBP im. Adama Łysakowskiego[10]
- Problemy bibliotekarskiej etyki zawodowej (1991)[11]
- Patologia biblioteczna (1996)[12]
- red. Bibliotekarstwo (1994, poszerzone wydanie 1998)[13]
- red. Bibliografia. Metodyka i organizacja (2002, współredaktorzy: Wiesław Babik, Diana Krystyna Pietruch-Reizes)[14]
- Tygodnik katolicki „Niedziela” 1926–1939 (współautor Agnieszka Renata Gołda, 2002)[15]
- Wprowadzenie do bibliotekoznawstwa, czyli Wiedza o bibliotece w różnych dawkach (współautorzy Jerzy Ratajewski, Elżbieta Czesława Gondek, 2002)[16]
- Cenzura PRL: wykaz książek podlegających niezwłocznemu wycofaniu: 1 X 1951 (2002)[17]
- Martina Schrettingera życie i dzieło (1772–1851) (2004)[18]
- red. Informacja naukowa: rozwój, metody, organizacja (2006, współredaktorzy Wiesław Babik, Diana Krystyna Pietruch-Reizes)[19]
- „Polityczna poprawność” w III Rzeczypospolitej (współautor Jadwiga Witek, 2003)[20]
- Rozdział: Czytelnictwo w kryzysie w książce O etosie książki (2017)[21]

Był redaktorem tomów „Studiów Bibliologicznych” UŚ. Wchodził w skład zespołów redakcyjnych czasopism Przegląd Biblioteczny i Roczniki Biblioteczne. Publikował w czasopismach takich jak Bibliotekarz i Bibliotheca Nostra. Prowadził działalność publicystyczną i polemiczną, współpracując z periodykami kościelnymi i prawicową prasą polityczną. Uprawiał także twórczość poetycką i eseistyczną.

## Nagrody i wyróżnienia
- Dwukrotnie otrzymał Nagrodę im. Adama Łysakowskiego SBP:
  - za publikację Racjonalizacja pracy bibliotecznej: problemy, kierunki, metody w 1986 roku[9].
  - za publikację Informacja naukowa: rozwój, metody, organizacja w 2006 roku[22].